# Not Necessarily the News
Not Necessarily the News (abreviado como NNTN) é uma série de comédia satírica estadunidense exibida pela primeira vez na HBO em setembro de 1982 como um especial. Permaneceu no ar entre 1983 e 1990. Durante a maior parte do programa, contou com Anne Bloom, Danny Breen, Rich Hall, Mitchell Laurance, Stuart Pankin e Lucy Webb no elenco. Para a temporada final, mudou para um formato ao vivo e também adicionou outros integrantes, incluindo Will Durst, Merrill Markoe, Richard Rosen e Harry Shearer.
A série foi o berço das esquetes de Rich Hall, que geraram vários livros. Também incluiu as primeiras aparições de Jan Hooks e foi o primeiro trabalho profissional como roteirista de Conan O'Brien, Greg Daniels, Al Jean e Mike Reiss. O programa foi considerado uma inspiração e um antecessor de futuros programas satíricos de notícias como The Daily Show, The Colbert Report e Last Week Tonight.

## Sinopse
Apresentava esquetes e paródias a partir no formato de apresentação de notícias. Foi baseado na série britânica Not the Nine O'Clock News, que havia terminado no início de 1982. A produção original durou até maio de 1989, quando a série mudou para um formato ao vivo. NNTN chegou ao fim em dezembro do ano seguinte com seu episódio final, o especial "Not Necessarily the Year in Review" de 1990.

## Elenco
| - Anne Bloom (1982–1990), como Frosty Kimelman - Rich Hall (1982–1990), como repórter regular - Tommy Koenig (1982; piloto) - Sam McMurray (1982; piloto) - Audrie J. Neenan (1982–1984), como Jacqueline Pennell - Danny Breen (1983–1990), como Steve Casper - Mitchell Laurance (1983–1990), como repórter Pete Kimelman. - Stuart Pankin (1983–1990), como âncora Bob Charles. | - Lucy Webb (1984–1990), como Helen St. Thomas - Annabelle Gurwitch (1989–1990) - Tom Parks (1989–1990) - Merrill Markoe (1989–1990) - Richard Rosen (1989–1990) - Joe Guppy (1989–1990) - Will Durst (1989–1990) - Jon Ross (1989–1990) - Harry Shearer (1989–1990) |

## Trilha sonora
A primeira música tema do programa foi o instrumental "Motherless Children" de Eric Clapton. Foi trocada para "Hooray For The City" de Jack Mack em 1985.